# Tournebu
Tournebu foi uma comuna francesa na região administrativa da Normandia, no departamento Calvados. Estendia-se por uma área de 11,44 km². Em 2010 a comuna tinha 376 habitantes (densidade: 32,9 hab./km²).
Em 1 de janeiro de 2019, passou a formar parte da nova comuna de Cesny-les-Sources.